# Rendille (peuple)
Pour les articles homonymes, voir Rendille.
Les Rendille sont une population d'Afrique de l'Est vivant au nord du Kenya, entre le lac Turkana et le mont Marsabit. Ce sont principalement des nomades, éleveurs de chameaux.

## Ethnonymie
Selon les sources et le contexte, on observe plusieurs formes : Randile, Randili, Randille, Reendiile, Rendile, Rendili, Rendilles.

## Langues
Leur langue est le rendille, une langue couchitique, dont le nombre de locuteurs était estimé à 34 700 en 2006. Le swahili et l'anglais sont également utilisés. Quelques communautés nomades parlent le samburu (la langue des Samburu).

## Population
Lors du recensement de 2009 au Kenya, 60 437 Rendille ont été dénombrés.

## Mode de vie

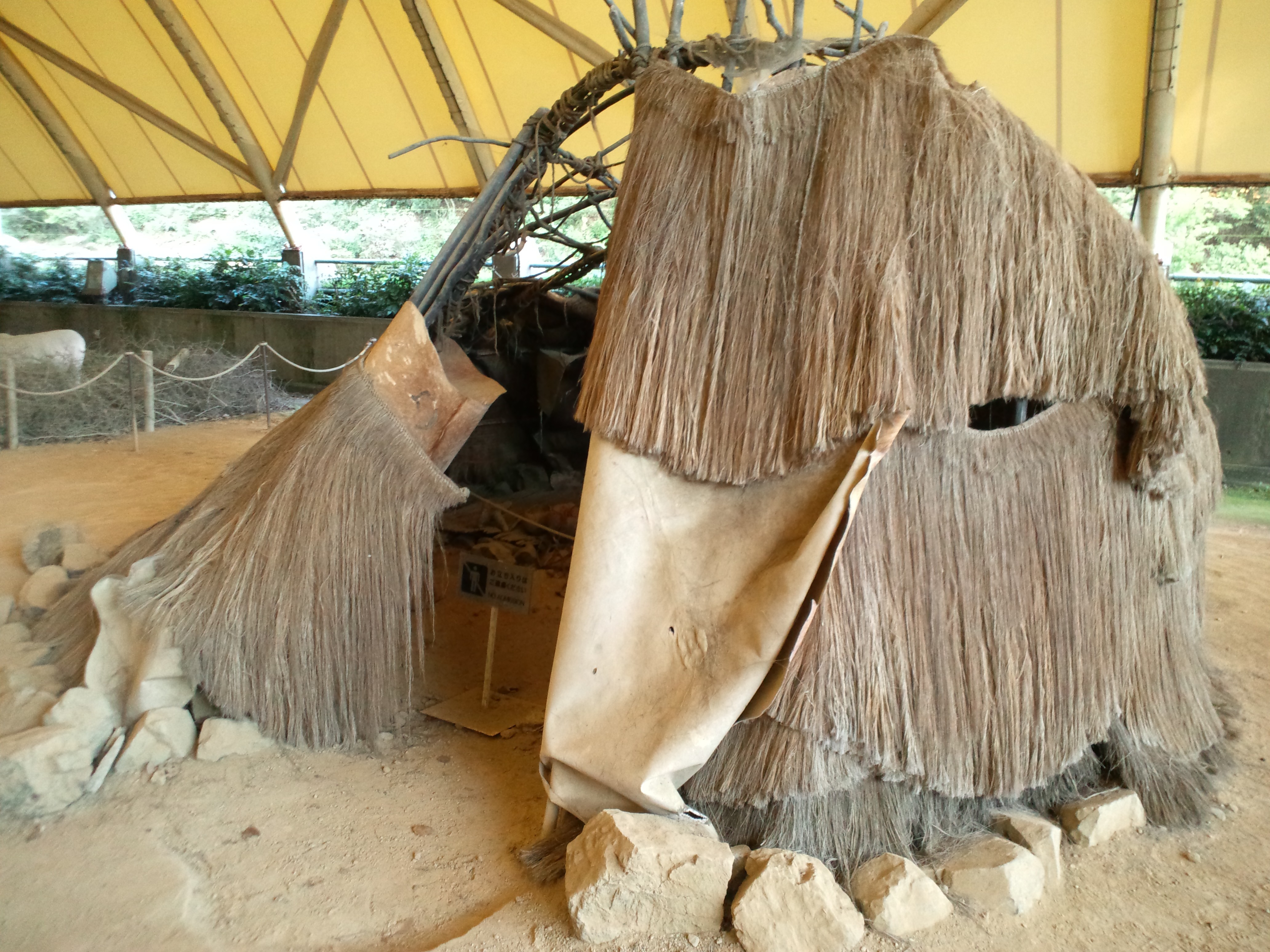
Tente Rendille reconstituée au Little World Museum of Man (Japon).

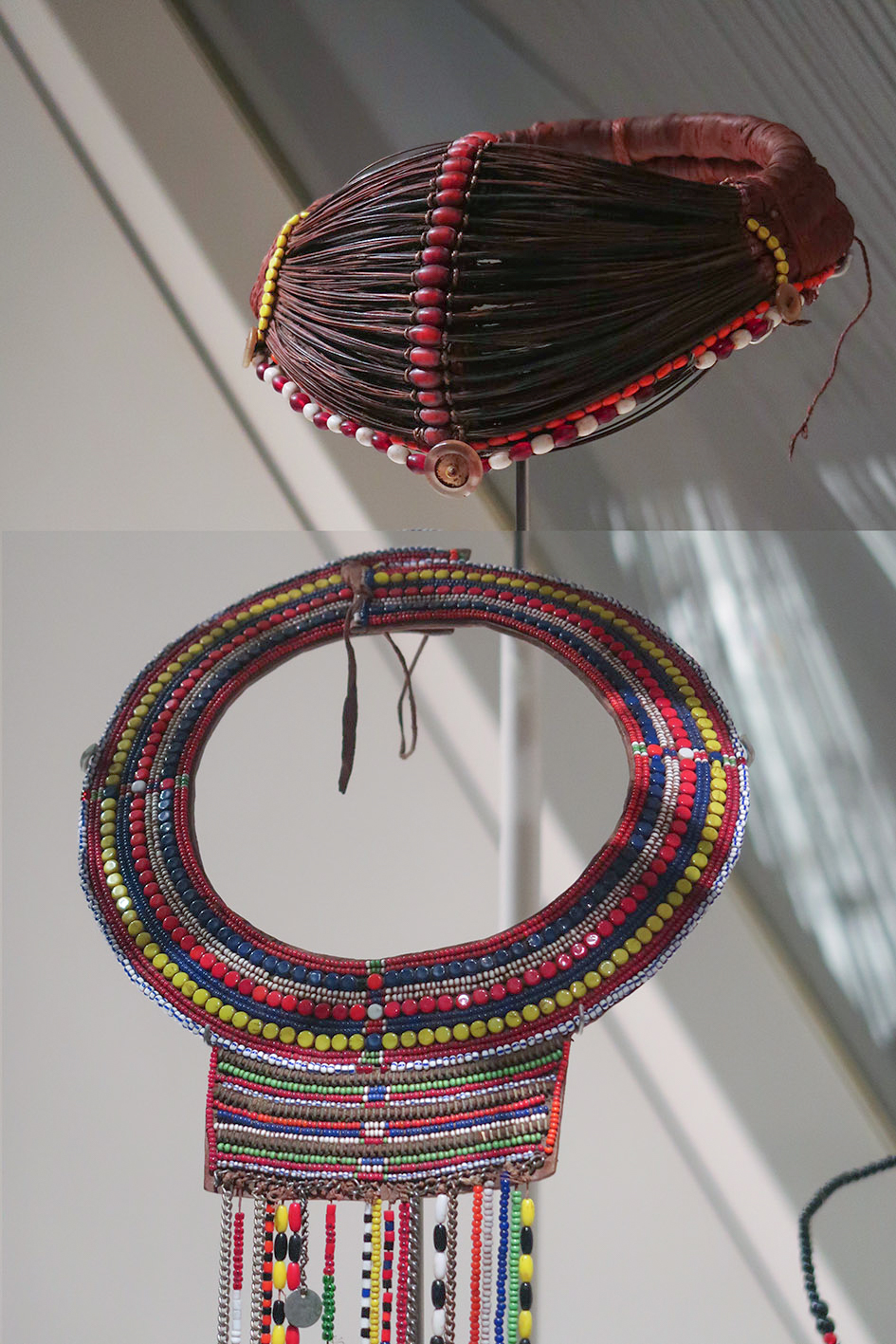
En haut : Collier mporro, population Rendille ou Samburu. Kenya, 20e siècle. Musée des Confluences, Lyon

En tant que pasteurs, le mode de vie des Rendille tourne autour de leur bétail. Dans les régions septentrionales, les chameaux sont leur principale source de subsistance, car ils sont mieux adaptés aux conditions de désert qui règnent dans le nord du Kenya. Les chameaux sont une source importante de lait et de viande pour le peuple Rendille. Lors de la migration vers de nouveaux pâturages, les chameaux sont également utilisés pour transporter les biens de la famille dans des selles spécialement conçues.
Les Rendille qui vivent dans la partie sud et moins aride de leur région entretiennent depuis toujours de bonnes relations avec leurs voisins les Samburu. En fait, leurs relations ont été si étroites qu’ils ont adopté de nombreuses coutumes et pratiques des Samburu. Les mariages mixtes avec les Samburu ont conduit à l’émergence d’une culture hybride. Les Rendille du sud élèvent d'autres animaux, notamment des bovins, des ovins et des caprins.
Le lieu d'origine du peuple Rendille était en Éthiopie. Ils ont été forcés de migrer vers le sud, au Kenya, à cause de leurs conflits fréquents avec la tribu des Oromo pour le pâturage et l’eau pour leurs animaux.
Comme ils vivaient sur des terres désertiques soumises à des conditions climatiques défavorables, les colonialistes britanniques ne souhaitaient pas aller dans leur région, et la tribu des Rendille n'a donc pas été très affectée par la domination coloniale au Kenya.